# Шиподзьоб рудогузий
Шиподзьоб рудогузий (Acanthiza uropygialis) — вид горобцеподібних птахів родини шиподзьобових (Acanthizidae). Ендемік Австралії.

## Таксономія
Рудогузий шиподзьоб був описаний в 1838 році англійським орнітологом Джоном Гульдом. Деякі дослядники, зокрема Грегорі Метьюс пропонували виділити до дев'яти підвидів. Пізніші дослідники виділяли два підвиди: A. u. uropygialis і A. u. augusta. Однак генетичне дослідження не підтвердило існування підвидів. Сучасні дослідники вважають вид Acanthiza uropygialis монотиповим.

## Опис
Довжина птаха становить 9-11 см, розмах крил 15,5 см, вага 6 г. Верхня частина тіла світло-сіро-коричнева, гузка каштанова, хвіст здебільшого чорний зі світлим кінчиком. На бічних сторонах, на лобі та на тім'ї світлі плями. Нижня частина тіла рівномірно білувата. Виду не притаманний статевий диморфізм.
Рудогузі шипоздьоби внутрішніх районів Австралії мають світліше забарвлення. Гузка в них набагато світліша, а нижня сторона тіла біла.

## Поширення і екологія
Рудогузий шиподзьоб є ендеміком Австралії. Мешкає на більшій частині континенту, крім північних регіонів. Живе в сухих лісових масивах і чагарниках, а також в піщаних дюнах, на кам'янистих схилах і осипах. Це осілий вид птахів на всьому ареалі.

## Раціон
Рудогузі шиподзьоби здебільшого комахоїдні, але можуть доповнювати раціон насінням. Дослідження вмісту шлунку вказують на вживання птахами павуків, комах, насіння, бруньок і пагонів. 
Цей вид птахів шукає здобич серед листя і гілок чагарників і невеликих дерев. Часто рудогузі шиподзьоби харчуються в зграйках до 20 птахів. які складаються з птахів різних видів: бурих і жовтогузих шиподзьобів, бурих білолобиків, білочеревих кущовиків, рудогорлих пустковиків, сивоспинних окулярників. 
В Південній Австралії в зимовий період рудогузі шиподзьоби були помічені в зграях зі 100 і білеше птахів. До цих зграй також долучалися малі, жовтогузі і золотомушкові шиподзьоби.

## Розмноження
Сезон розмноження триває в червні-грудні. За сезон може вилупитися до трьох виводків пташенят. Гнізда маленькі, куполоподібні або яйцеподібні. Вони зазвичай облаштовуються в дуплах дерев або в пнях. Пташенята залишаються в гнізді 18-20 днів. Були помічені випадки групового виховання (коли батьківській парі птахів допомагали інші птахи, зазвичай їх минулорічне потомство).
Рудогузі шиподзьоби є жертвою гніздового паразитизму з боку рудохвостих дідриків.